# Джон Мак-Ві
Джон Грехем Мак-Ві (англ. John Graham McVie; нар. 26 листопада 1945, Лондон) — британський бас-гітарист, учасник рок-гурту Fleetwood Mac.
На початку своєї музичної кар'єри він виступав у гурті John Mayall & the Bluesbreakers, де грав серед інших з Еріком Клептоном, Пітером Гріном і Міком Флітвудом. З двома останніми він заснував групу Fleetwood Mac у 1967 році.
Був одружений з Крістін Мак-Ві (до шлюбу Перфект), давньою вокалісткою Fleetwood Mac. У 1998 році разом із гуртом був прийнятий до престижної Зали слави рок-н-ролу.

## Дискографія

### Fleetwood Mac
- Fleetwood Mac (1968);
- Mr. Wonderful (1968);
- Then Play On (1969);
- Kiln House (1970);
- Future Games (1971);
- Bare Trees (1972);
- Penguin (1973);
- Mystery to Me (1973);
- Heroes Are Hard to Find (1974);
- Fleetwood Mac (1975);
- Rumours (1977);
- Tusk (1979);
- Live (1980);
- Mirage (1982);
- Tango in the Night (1987);
- Greatest Hits (1988);
- Behind the Mask (1990);
- Time (1995);
- The Dance (1997);
- Say You Will (2003).

### John Mayall & the Bluesbreakers
- John Mayall Plays John Mayall (1965);
- Blues Breakers with Eric Clapton (1966);
- A Hard Road (1967);
- Crusade (1967).

### Соло альбоми
- John McVie's «Gotta Band» with Lola Thomas (1992).

### Ліндсі Бекінгем та Крістін Мак-Ві
- Lindsey Buckingham Christine McVie (2017).

## Виноски
1. ↑  Deutsche Nationalbibliothek Record #134773128 // Gemeinsame Normdatei — 2012—2016.
2. ↑  Discogs — 2000.
3. ↑  All Music (англ.).
4. ↑  Rock and Roll Hall of Fame (англ.).